# قطعنامه ۱۲۰۱ شورای امنیت
قطعنامه ۱۲۰۱ شورای امنیت سازمان ملل متحد که در تاریخ ۱۵ اکتبر ۱۹۹۸ تصویب شد، سندی بین‌المللی دربارهٔ بررسی وضعیت در جمهوری آفریقای مرکزی است. این قطعنامه طی نشست ۳۹۳۵ام با ۱۵ رای موافق، ۰ مخالف و ۰ ممتنع تصویب شد.